# Rtyně nad Bílinou
Rtyně nad Bílinou là một làng thuộc huyện Teplice, vùng Ústecký, Cộng hòa Séc.